# Gape Mohutsiwa
Gape Mohutsiwa (ur. 20 marca 1997 w Serowe) – botswański piłkarz grający na pozycji defensywnego pomocnika. Od 2022 jest piłkarzem klubu ASO Chlef.

## Kariera klubowa
Swoją karierę Mohutsiwa rozpoczął w klubie Motlakase FC. W sezonie 2013/2014 zadebiutował w jego barwach w pierwszej lidze botswańskiej. W latach 2016–2019 był zawodnikiem Township Rollers, z którym w sezonach 2016/2017, 2017/2018 i 2018/2019 został mistrzem Botswany. Jesienią 2019 grał w Gilport Lions FC, a na początku 2020 został zawodnikiem Jwaneng Galaxy FC. W sezonie 2019/2020 wywalczył z nim mistrzostwo kraju. Latem 2022 przeszedł do algierskiego ASO Chlef.

## Kariera reprezentacyjna
W reprezentacji Botswany Mohutsiwa zadebiutował 13 stycznia 2015 w przegranym 0:2 towarzyskim meczu z Burkiną Faso.